# Подборшт (Севница)
Подборшт (словен. Podboršt) је насељено место у општини Севница, Посавска регија, Словенија.

## Историја
До територијалне реорганизације у Словенији био је у саставу старе општине Севница.

## Становништво
У попису становништва из 2011. године, Подборшт је имао 99 становника.
| Број становника према пописима | Број становника према пописима | Број становника према пописима |
| ------------------------------ | ------------------------------ | ------------------------------ |
| 1991                           | 2002                           | 2011                           |
| 98                             | 94                             | 99                             |

Напомена: Године 1955. повећано за насеље Стражберк, које је укинуто.